# Foresto (Bussoleno)
Foresto (Forest in piemontese) è una frazione di Bussoleno (provincia di Torino), posta a circa 2 km dal centro del capoluogo. Fu comune autonomo fino al 1928 e conta oggi circa 500 residenti e un elevato numero di seconde case. È dotata di scuola elementare statale e vi era situata la sede del Parco Orsiera-Rocciavrè, la quale ora si trova a Bussoleno (che dista circa 2km).

## Storia
Foresto fu comune autonomo con il nome di Foresto di Susa fino al 1928. Il codice ISTAT del comune soppresso era 001827, il codice catastale (valido fino al 1983) era D699.
Dalle cave di Foresto giungono inoltre molti dei marmi delle facciate dei palazzi e del Duomo di Torino.

## L'Orrido di Foresto
Foresto deve buona parte della sua fama in bassa val di Susa all'orrido che prende il suo nome. Si tratta di una gola molto stretta e lunga non più di 500 metri, dove scorre il torrente Rocciamelone (Lamarre).

## Alpinismo e escursionismo
La frazione è un famoso punto di partenza per camminate escursionistiche che puntano verso il monte Rocciamelone.
Vi si trovano anche un'eccellente palestra di roccia e diverse vie ferrate per gli appassionati di tale sport. Molto piacevole risulta il sentiero dei Ginepri, facile escursione di 1 ora circa che fa il giro della montagna che sovrasta Foresto.

## Via Francigena
La frazione si trova sul percorso storico della Via Francigena proveniente da Susa e diretta a Bussoleno, che corrisponde all’attuale via San Rocco.